# Nathan Mensah
Nathan Mensah (Acra; 9 de abril de 1998) es un baloncestista ghanés que pertenece a la plantilla del Maccabi Tel Aviv de la Ligat ha'Al israelí. Con 2,06 metros de estatura, juega en la posición de pívot.

## Trayectoria deportiva

### Universidad
Jugó cinco temporadas con los Aztecs de la Universidad Estatal de San Diego, en las que promedió 6,6 puntos, 6,2 rebotes y 1,6 tapones por partido. Fue elegido en sus dos últimas temporadas como mejor defensor del año de la Mountain West Conference, e incluido en las tres últimas por los entrenadores en el mejor quinteto defensivo de la conferencia.

#### Estadísticas
| Año     | Equipo          | PJ  | PT  | MPP  | %TC  | %3P  | %TL  | RPP | APP | ROB | TPP | PPP |
| ------- | --------------- | --- | --- | ---- | ---- | ---- | ---- | --- | --- | --- | --- | --- |
| 2018–19 | San Diego State | 34  | 20  | 18.9 | .541 | –    | .708 | 5.5 | .6  | .3  | 1.1 | 5.6 |
| 2019–20 | San Diego State | 13  | 13  | 20.2 | .617 | –    | .640 | 6.8 | .3  | .8  | 1.7 | 6.9 |
| 2020–21 | San Diego State | 28  | 27  | 21.4 | .579 | .000 | .600 | 6.1 | .6  | .6  | 1.4 | 8.1 |
| 2021–22 | San Diego State | 32  | 32  | 24.8 | .482 | .250 | .533 | 6.9 | .6  | .8  | 2.2 | 7.0 |
| 2022–23 | San Diego State | 39  | 38  | 20.8 | .521 | .500 | .648 | 5.9 | .6  | .7  | 1.6 | 6.0 |
| Total   | Total           | 146 | 130 | 21.3 | .539 | .222 | .622 | 6.2 | .6  | .6  | 1.6 | 6.6 |

### Profesional
Tras no ser elegido en el Draft de la NBA de 2023, disputó la liga de verano de la NBA con los Charlotte Hornets, equipo con el que firmó contrato el 5 de septiembre.Fue despedido el 21 de octubre, antes del inicio de la temporada. Ocho días después firmó con los Greensboro Swarm, su filial en la NBA G League. El 14 de diciembre firmó un contrato dual con los Hornets. El 2 de marzo de 2024 fue despedido por los Hornets, y dos días después regresó a Greensboro.
El 28 de septiembre de 2024 firmó con los San Antonio Spurs, pero fue despedido el 13 de octubre. El 29 de octubre, se unió a los Austin Spurs.
El 11 de diciembre de 2024 fichó por el Olympiacos B.C. de la A1 Ethniki griega.

## Estadísticas de su carrera en la NBA

### Temporada regular
| Año     | Equipo    | PJ | PT | MPP  | %TC  | %3P | %TL  | RPP | APP | ROB | TPP | PPP |
| ------- | --------- | -- | -- | ---- | ---- | --- | ---- | --- | --- | --- | --- | --- |
| 2023-24 | Charlotte | 25 | 0  | 12.3 | .429 | —   | .750 | 2.6 | .4  | .2  | .6  | 1.3 |
| Total   | Total     | 25 | 0  | 12.3 | .429 | —   | .750 | 2.6 | .4  | .2  | .6  | 1.3 |